# Etnia vasca
Los vascos (autoglotónimo: euskaldunak) son un grupo étnico europeo que se distingue por ser vascohablante o bien por descender total o parcialmente de vascohablantes. Se ha demostrado su parentesco con los antiguos vascones y los aquitanos, pero su origen exacto continúa siendo discutido; aunque se han propuesto múltiples hipótesis al respecto, ninguna ha sido probada definitivamente. El territorio que habitan pertenece al norte de España y suroeste de Francia.
La palabra «vasco» no proviene del euskera, lengua en la que euskaldun designa, por lo general, a los que conocen la lengua vasca, independientemente de su origen.

## Delimitación de la etnia vasca
«Vasco» es una palabra polisémica que puede aludir a los vecinos de los territorios históricos de Vizcaya, Guipúzcoa y Álava. Pero asimismo designa una comunidad antropológica que se caracteriza por elementos culturales y lingüísticos compartidos, si bien ha dado lugar a posiciones enfrentadas a nivel académico y social, en buena medida por influencia del pensamiento político contemporáneo, y se ha calificado como «un tema tan importante que no está aún maduro».

## Historia

### Origen
Los vascones, antecesores de todos los grupos vascos, surgen en el territorio navarro, se cree que como parte de la evolución de humanos en la zona, aunque otros estudiosos defienden que llegaron a las actuales tierras de Navarra de otra forma que no es por mera evolución de los humanos que se asentaron en el territorio navarro, seguramente por migraciones de pueblos indoeuropeos.

### Edad Antigua
Durante la Edad Antigua se tiene constancia de que de algunos pueblos vascones salieron mercenarios que fueron a la campaña de Aníbal contra Roma. Algunos historiadores dan la vuelta a esta historia y dicen que algunos detractores de la campaña de Aníbal que huyeron del ejército al saber que iban contra Roma se asentaron en los pirineos occidentales, siendo ese el verdadero origen de los vascos.
Más tarde, en el siglo II a. C., los romanos llegarían al territorio de los vascones. Se cree que los primeros contactos fueron de carácter amistoso y los vascones no se opusieron a la romanización de algunas zonas. Con el paso de los años, algunos vascones formaron parte del ejército romano.

### Edad Media
Al comienzo de la Edad Media, los vascones soportaron innumerables invasiones del reino visigodo a sus territorios. Supuestamente (hoy se cree falso), los reyes visigodos llegaron a crear un título conocido como Domuit vascones (Dominó a los vascones). Sea o no cierto este título, sí son verdad las continuas luchas entre visigodos y vascones en el territorio de estos últimos. Cuando los musulmanes llegaron a la península, el rey Rodrigo estaba luchando en Pamplona contra los vascones.

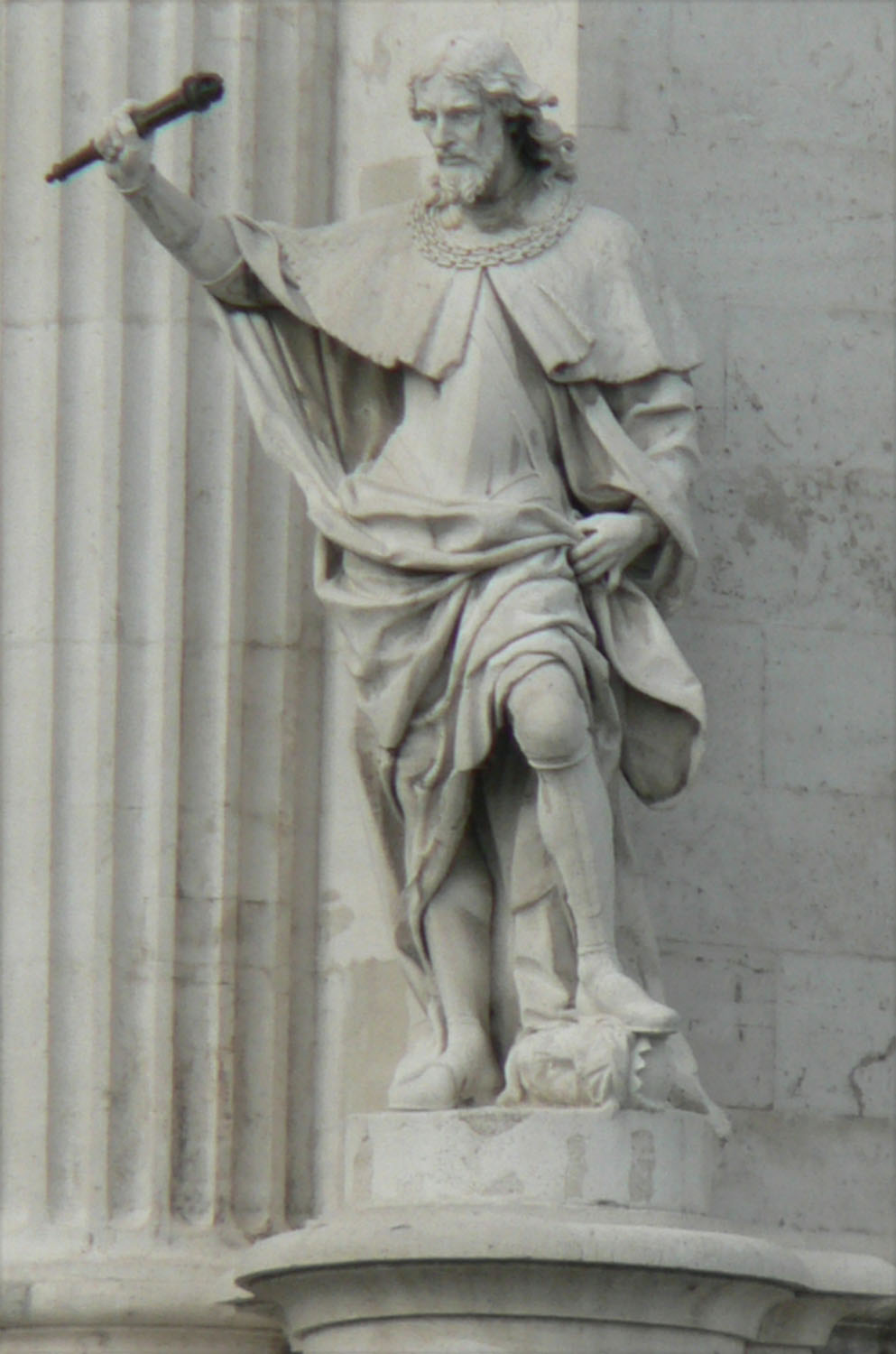
El rey Sancho III el Mayor es el gobernante del auge del reino de Pamplona.

Tras la invasión musulmana de la península ibérica, los francos crearon la Marca hispánica, quedando el territorio de los vascones dentro del ducado de Aquitania durante un corto periodo de tiempo hasta que Íñigo Arista independizó junto a los otros buruzagis (jefes militares de cada clan vascón: íñigos, jimenos, galindos y belasmotenas) y formó el Reino de Pamplona, aunque muchos historiadores opinan que el reino como tal comienza con el reinado de Sancho Garcés I, al caer la dinastía íñiga y fundamentarse las bases del reino como un reino cristiano. Antes de la independencia formal del territorio, ya hubo momentos en los que se demostró el poco dominio real de los francos sobre el territorio, como en la Batalla de Roncesvalles.
El Reino de Pamplona tuvo distintos periodos tanto de expansión como defensivos, llegando su máximo auge territorial con el reinado de Sancho Garcés III el Mayor, cuando el Reino ocupaba casi toda la actual Navarra, Norte de Aragón, los condados de Sobrarbe y Ribagorza, aparte gobernaba también el Condado de Castilla y tenía varios vasallos como el Condado de Gascuña. Tras su muerte, en la herencia salieron los que definirían los futuros reinos cristiano-peninsulares (Castilla y Aragón) y el sucesor del Reino pamplonés también. Al comienzo del reinado de este, el rey García III de Pamplona, al ayudar a su hermano Fernando conde de Castilla en la Batalla de Tamarón. Este, como recompensa le cedió algunos territorios orientales del antiguo condado de Castilla, entre los que se incluían los actuales territorios vascongados que fueron vasconizados junto a otros, pero fueron los únicos que no se sublevaron contra el nuevo poseedor.

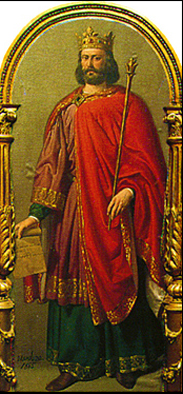
El rey Sancho VI el Sabio es considerado el rey autóctono más humanista de todos.

En estos tiempos empezaría la decadencia del reino que tuvo su esplendor en el siglo XI. Durante el reinado de Sancho VI el Sabio que cambió el nombre del Reino de Pamplona por el de Reino de Navarra y definió la oficialidad del euskera como lengua del reino (lingua navarrorum) perdió el territorio de Vizacaya al pedir la aristocracia de este ayuda a Castilla para dejar la dependencia de Navarra y pasar a ser dependencia de Castilla. En el siguiente reinado, el de Sancho VII el Fuerte crecería la influencia del reino en los actuales territorios del País Vasco francés, pero perdería los otros dos territorios vascongados (Álava y Guipúzcoa) por la misma razón que su padre el de Vizcaya.
A partir de este tiempo, los territorios vascongados de España dependerían de la Corona de Castilla con una cierta libertad y el Reino de Navarra con las dinastías francesas estaría en la órbita diplomática de los asuntos franceses más que en la de España.
Esta situación continuó hasta el año 1512, cuando la Corona de Castilla (ya unida con la de Aragón) rivalizaba con Francia por ser la superpotencia europea y había un camino para que los dos pudieran demostrar quien ganaba a quien, Navarra. Castilla fue el que conquistó Navarra aprovechando los problemas internos que tenía Navarra (dos guerras civiles en el último siglo), esto hizo que buena parte de Navarra no se opusiera a la invasión. Aunque existió una oposición que duró realmente hasta 1522 (formalmente hasta la desaparición de la parte francesa del reino en 1792).
El Reino de Navarra quedó integrado entonces (en 1512) en la Corona de Castilla con sus propios fueros que fueron respetados.

### Edad Moderna
Durante la Edad Moderna, los territorios vascos de España serían parte del Imperio Español, mientras que los franceses serían los restos del Reino de Navarra hasta el año 1589, cuando el rey Enrique III de Navarra se convirtió en rey de Francia y Baja Navarra quedó incorporada a Francia.
Durante la guerra de sucesión española todos los territorios vascos quedaron en el mismo bando al declinarse todos por el pretendiente al trono Felipe de Anjou, quien más tarde al salir victorioso quedaría una ligera alianza entre la España borbónica y la Francia, borbónica también.
En la Revolución Francesa, en el año 1792, tras 203 años de incorporación en la Corona de Francia, la parte francesa del Reino de Navarra quedaría disuelta por la Asamblea Nacional de Francia que abolió toda la Monarquía de Francia (y por supuesto sus reinos incorporados).

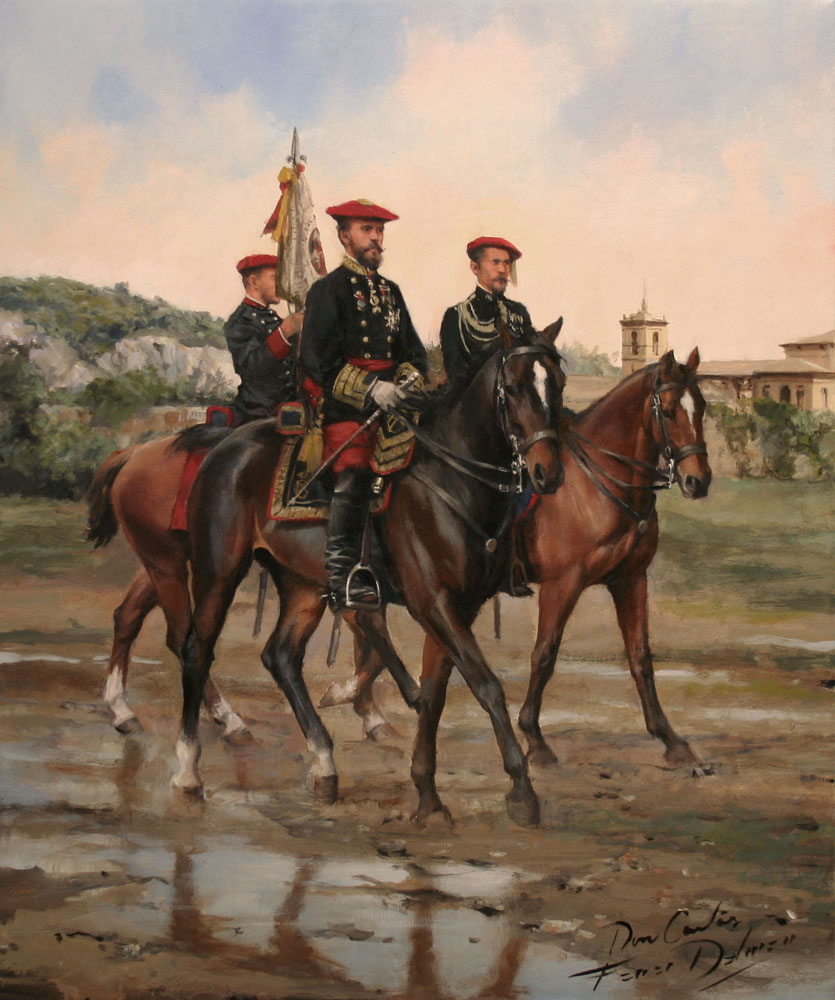
El carlismo fue un movimiento importante para el País Vasco y Navarra durante el siglo XIX.
En el cuadro: El pretendiente Don Carlos. Obra de Ferrer-Dalmau.

### Edad Contemporánea
Al comienzo de la Edad Contemporánea los vascos de España volverían a posicionarse unilateralmente en un bando en las guerras carlistas, tras las cuales los territorios vascongados perdieron su fuero conjunto quedándoles solo fueros para cada territorio individual y en el territorio vascón, los navarros verían como su Fuero fue drásticamente rebajado y perdían su condición de Reino en el año 1849, año del final oficial del Reino de Navarra (tras 1129 años de existencia).
Durante esta época surgiría en las tierras vascongadas el nacionalismo vasco dirigido por Sabino Arana, este nacionalismo en algunas ocasiones exaltaba más los territorios vascongados que el vascón, por lo que el gobierno de España, hasta entonces ocupado de rebajar el estatus independiente y cultural de Navarra se ocuparon de ignorar y desacreditar este nacionalismo por esas bases ambiguas y en algunas partes, falsas.
En la guerra civil española los territorios vascos de España quedarían en bandos separados, quedando los vascongados en el bando republicano, debido a que la II República Española les había dado bastante de las exigencias del nacionalismo vasco. Y Navarra quedaría en el bando sublevado debido al descontento con el gobierno republicano y la negación de unirse a las provincias vascongadas políticamente en el Estatuto de Estella al considerar que estaba siendo minusvalorada (pues el original fue cambiado por el gobierno central), o por cláusulas que el pueblo conservador de Navarra no aceptó.
Tras el franquismo, en la Transición española volverían a quedar los territorios en comunidades separadas, el País Vasco, que conglomeraba las provincias vascongadas y parte de la Comunidad Foral de Navarra, que suponía el territorio vascón.

#### Actualidad
Durante la etapa democrática actual de España ha habido muchos intentos de acercamiento entre las dos comunidades debido a su cultura en común como vascos, siendo éstas rechazadas debido al conservadurismo de derechas navarro, que a veces es provocado por algunas mentiras (consideradas por los navarros) de los partidos nacionalistas vascos gobernantes de la CAV.
Más fructífero ha sido el acercamiento entre las comunidades de España y el territorio del País Vasco francés del Departamento de los Pirineos Atlánticos de Francia.

## Cultura

### Idioma

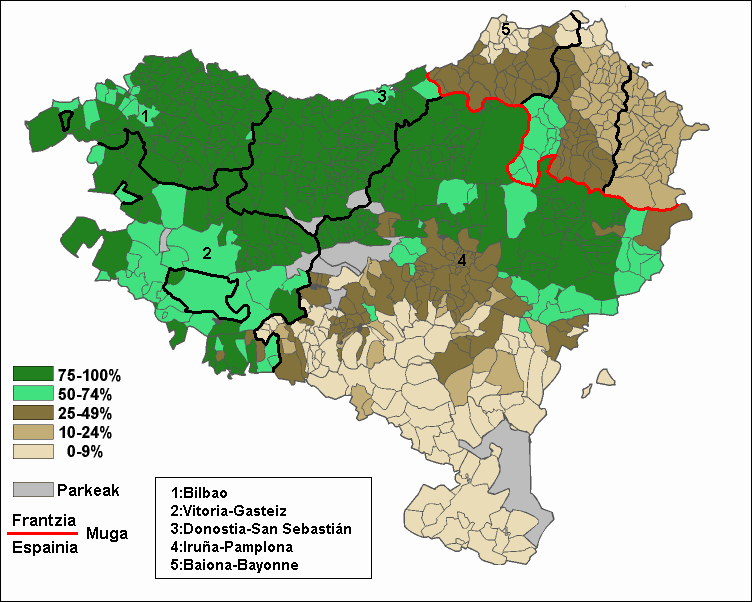
Mapa con el porcentaje del alumnado que cursaba euskera entre 2000 y 2005.

Aunque las provincias vascas de España hablen el castellano y las de Francia el francés, todas las provincias vascas tienen en común una lengua, el euskera. Este idioma es el único idioma hablado en Europa Occidental que no tiene una raíz indoeuropea, de ahí que a veces sea conocida como la «lengua indígena de Europa» —al igual que los vascos serían los «indígenas de Europa»—, lo que le hace un idioma diana para los estudiosos de lenguas raras. En 2009 fue calificada como la lengua más difícil de aprender del mundo. El porcentaje de vascoparlantes varía entre el 10 % de Navarra y el 33 % del País Vasco francés, mientras que en el CAV se sitúa en el 24 %. Por otro lado, la población con algún conocimiento del euskera es del 15 % en Navarra, el 42 % en la CAV y el 56 % del País Vasco francés. La provincia con más hablantes sería Guipúzcoa con un 32 % de vascohablantes y un 49 % contando los bilingües pasivos, que tiene también el «récord histórico» de 96.8 % de hablantes a finales del siglo XIX.[cita requerida]
Aunque actualmente se haya recuperado el uso de la lengua vasca unificándola en un vascuence universal para todos, ya que antiguamente se perdía mucho del idioma debido a la cantidad de dialectos existentes aún en el pequeño territorio donde es hablado. Históricamente es poca la relevancia que han tenido obras hechas en euskera, aunque sus realizadores fueran vascos, ya que como apuntaban algunos pensadores de la misma etnia, es más usado el español o el francés para dirigirse más al mundo, como lo expresó Miguel de Unamuno:

El pueblo vasco, cuando se eleva a la universalidad, lo hace en español o en francés.
Miguel de Unamuno, 1958. "La unificación del vascuence", en Obras Completas (VI): 344-348. Madrid: Afrodisio Aguado.

Actualmente regula el idioma la Real Academia de la Lengua Vasca, conocida y de nombre oficial como Euskaltzaindia, que es la que se ha ocupado de hacer unas bases sólidas y universales del euskera para preservarlo de la desaparición.

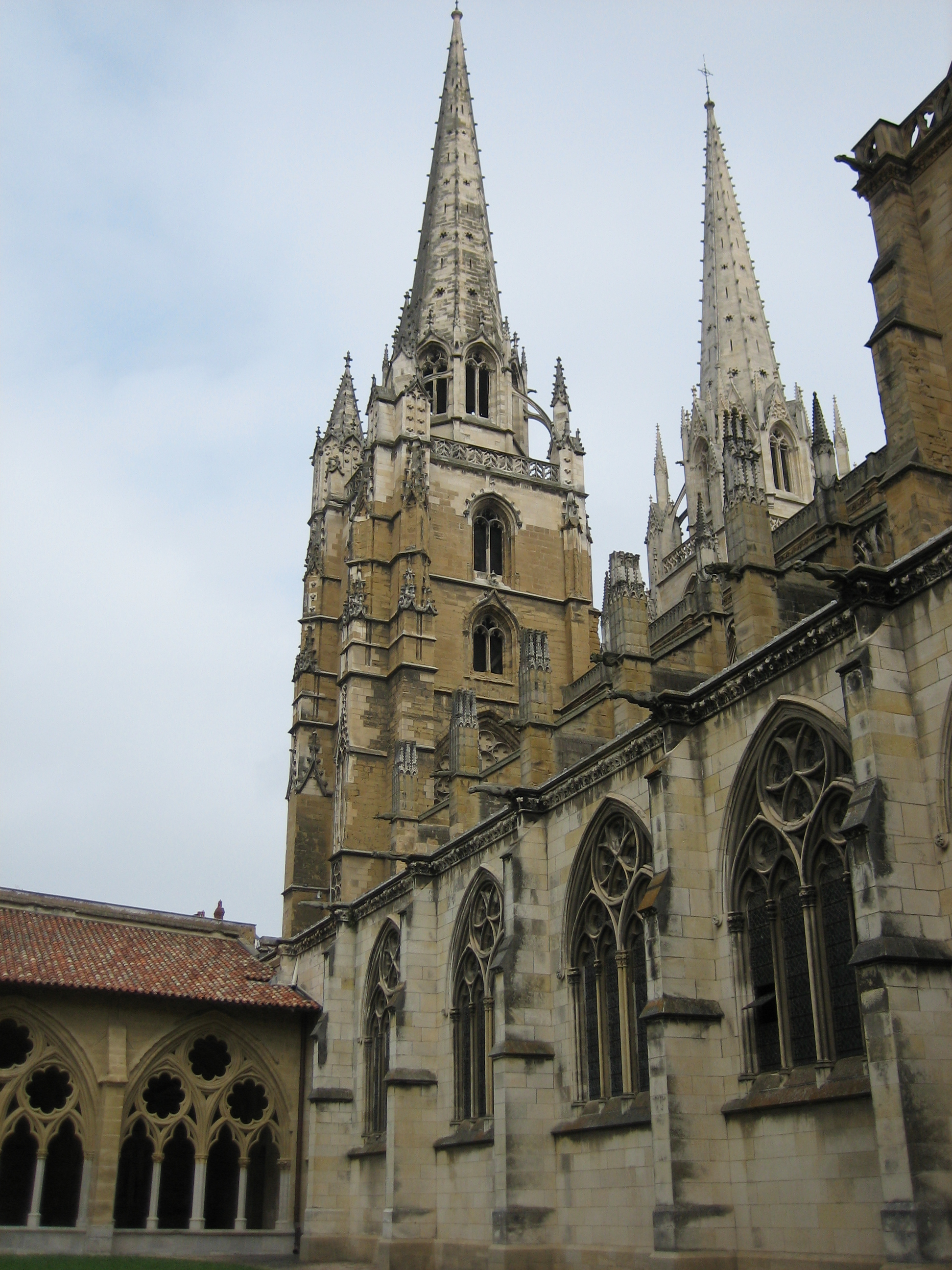
La Catedral de Bayona, considerada por los nacionalistas vascos como una de las construcciones más importantes de Euskal Herria.

### Religión
En los tiempos antiguos los vascos tenían su propia religión y mitología. Era una religión politeísta algo extraña en la época, ya que representaba un panteón matriarcal, en contraposición a los panteones patriarcales característicos de esa época.
Con la cristianización del Imperio romano en el siglo III, el cristianismo llegó a los territorios vascos. Aunque la tradición cuenta que fue el Santo Saturnino de Tolosa, mentor de San Fermín uno de los máximos propulsores del cristianismo en el territorio vascón. Los vascones acabaron adoptando oficialmente el cristianismo como bien representa el hecho de fundamentarse en Reino cristiano. O en distintas alusiones al cristianismo de los reyes de este como la de Sancho III el Mayor que se autonombró Rey por la gracia de Dios (en latín: Rex Dei Gratia).
Aunque el territorio era cristiano, todavía quedaban focos, sobre todo en el antiguo Saltus (en latín: Bosques), que aún seguían manteniendo costumbres paganas heredadas de la mitología vasca. En tiempos de la Inquisición, tales lugares fueron dianas de sus purgas, al considerarse brujas a las curanderas del lugar. El mayor ejemplo es la quema de brujas en Zugarramurdi.
Desde la Edad Moderna, los territorios vascos de España eran uno de los lugares donde más firmemente se seguía el cristianismo más tradicional. Dando religiosos famosos como San Francisco Javier, Ignacio de Loyola (Fundador de los Jesuitas), María Josefa Sancho (Fundadora del Instituto de las Siervas de Jesús de la Caridad) o Martín de la Ascensión, entre otros. Sin embargo, hoy en día, desde hace relativamente pocos años, la religiosidad de estos territorios ha disminuido considerablemente debido al surgimiento de partidos políticos de corte laica e incluso laicista impositiva.

### Fiestas

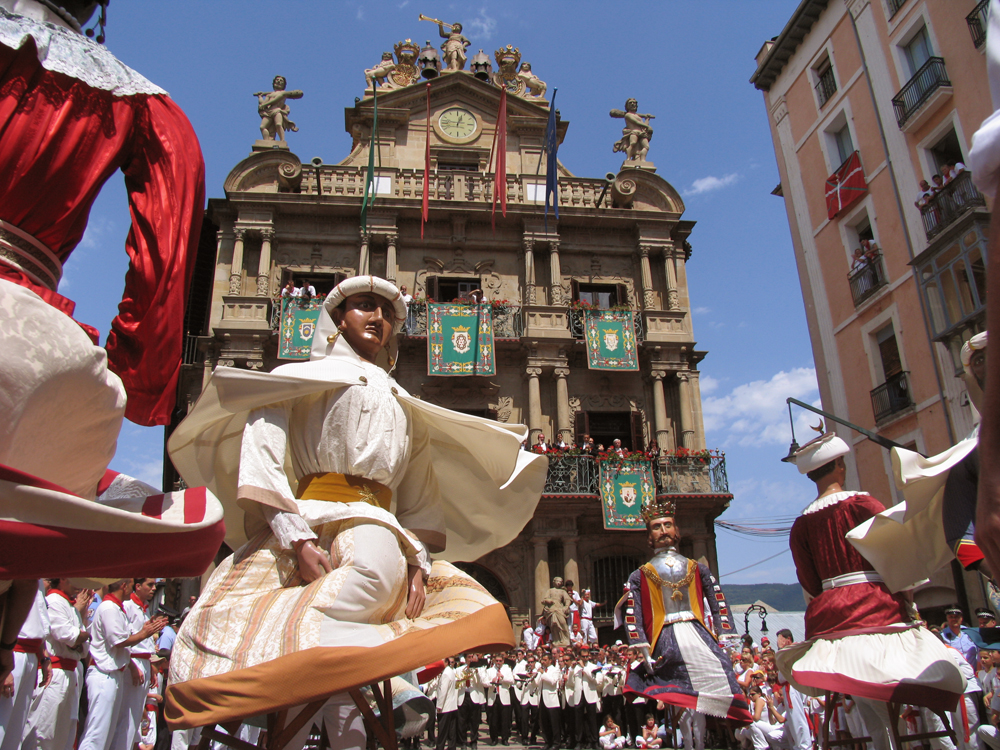
Los gigantes, cabezudos, zaldikos, etc. son característicos de las fiestas vascas.

Las fiestas tradicionales a menudo coinciden con festividades religiosas del cristianismo, pero son celebradas con muchos tintes de la cultura vasca.
Actualmente se celebran fiestas relacionadas con el nacionalismo vasco, como el Aberri Eguna (Día de la Patria en euskera), creada por el PNV para conmemorar el día en el que Sabino Arana descubrió su identidad como vasco.[cita requerida] Otros partidos, como Sortu celebran lo que llaman congreso fundacional que lo celebran en días cercanos al aniversario de fundación del partido y centran sus celebraciones en actos del tipo: «Charla sobre conciliaciones diplomáticas» o «Conferencias sobre la resolución de conflictos».

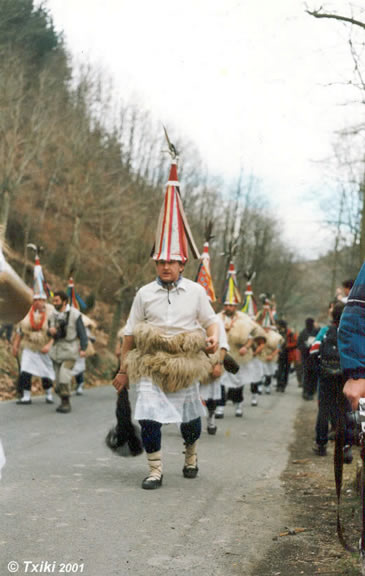
Hombre vestido de joaldun.

#### Carnavales
Al igual que en otras fiestas vascas, en los carnavales que se celebran en los territorios vascos están muy presentes las alusiones a la mitología vasca, usando como fin de los carnavales la recuperación cultural de esta mitología propia. En estos carnavales son muy usados personajes típicos del folclore vasco, sobre todo en celebraciones que dependen de las instituciones (colegios, ayuntamientos, peñas...) También hay celebraciones de disfraces sobre personajes varios que no tienen nada que ver con el folclore vasco, pero son fiestas por lo general más privadas y personales.

### Gastronomía

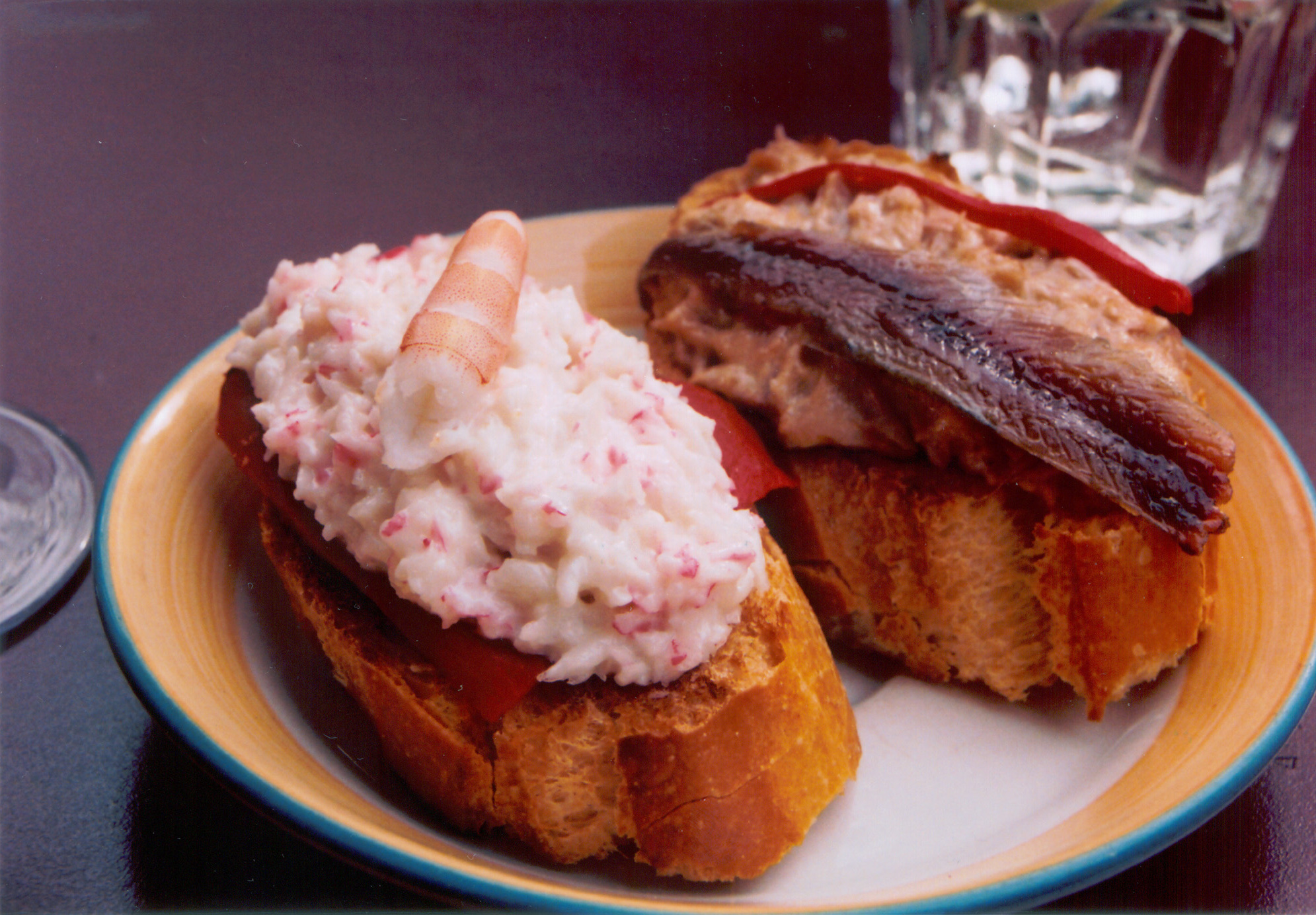
Los típicos pintxos vascos.

La cocina vasca es amplia y variada y varía en función del territorio. En la comunidad autónoma del País Vasco y el País Vasco francés hay una mayor presencia de pescado en la alimentación, mientras que Navarra tiene más platos típicos basados en la caza y los vegetales.
Aun así, todos se pueden conglomerar en una gastronomía vasca que se caracteriza por carnes y pescados, con platos como el chilindrón o el tripotx; en verduras y, sobre todo, hortalizas en platos como los pimientos del piquillo o el Itxassou; en postres y acompañamientos basados en productos lácteos, en especial el queso. En todos los territorios existe el pintxo, tradicionalmente una rebanada de pan con algo de embutido encima (jamón o txistorra generalmente), que se sirve con consumaciones en los bares.

## Política

Resultados de las elecciones al Parlamento Vasco de 2024.

Resultados por municipios de las elecciones al Parlamento de Navarra de 2023.

Aunque no existe un Estado vasco independiente, la comunidad autónoma del País Vasco, compuesta de las provincias de Álava, Vizcaya y Guipúzcoa, es una respuesta al sentimiento regionalista y es el centro de la población vasca. Navarra forma una comunidad autónoma separada, que puede adherirse a la comunidad autónoma del País Vasco en virtud de la disposición transitoria cuarta de la Constitución española. Las diferentes posturas ante el nacionalismo vasco y la independencia, así como la discusión sobre si los vascos son una nación, e incluso «qué es ser vasco», son consideraciones que dan lugar a ideas políticas enfrentadas.
Actualmente, en los territorios vascos se sigue un camino político diferenciado por subgrupo vasco:
- País Vasco: es la zona con más apoyos al nacionalismo vasco, siendo el Partido Nacionalista Vasco el partido más votado en las últimas décadas.[54] Más recientemente se ha visto una tendencia creciente de la izquierda abertzale de Euskal Herria Bildu.[55] Mientras que en Álava se empieza a votar más hacia la derecha,[56] haciéndole estar más cercana a Navarra, aunque últimamente esa corriente ha disminuido volviendo a ser cercana al resto del País Vasco.
- Navarra: la regionalista Unión del Pueblo Navarro (UPN) ha sido el partido más votado en las últimas décadas, un partido que se ubica entre el centroderecha y la derecha navarra, de forma que el PP y Vox tienen menos apoyos en Navarra. En las últimas elecciones ha ganado peso la izquierda, y Euskal Herria Bildu ha gobernado en Pamplona dos veces.[57]
- País Vasco francés: No existe un departamento vascofrancés. La política es más similar con las demás regiones de Francia, aunque hay presencia de partidos nacionalistas vascos.[58] En 2024, el alcalde de San Juan Pie de Puerto en la Baja Navarra, se afilió al Partido Nacionalista Vasco.

## Vascos célebres
|                                                                 |
| Juan Sebastián Elcano, primer marino en dar la vuelta al mundo. |

|                                                     |
| Miguel López de Legazpi, conquistador de Filipinas. |

| |
| Ignacio de Loyola, exmilitar que participó en la conquista de Navarra. Se fue al camino religiosos y fundó la Compañía de Jesús. |

|                                                                                         |
| Blas de Lezo, un militar reconocido, en especial por la defensa de Cartagena de Indias. |

| |
| Francisco Xavier Mina, guerrillero contra la invasión francesa de España y que participó en la guerra de la Independencia de México. |

|                                                                   |
| Pablo Sarasate, compositor navarro reconocido internacionalmente. |

|                                                                 |
| Ramiro de Maeztu, un conocido escritor de la Generación del 98. |

| |
| Miguel de Unamuno, otro escritor de la Generación del 98, y el escritor vasco más reconocido internacionalmente. |

|                                                                   |
| Pío Baroja, fue también escritor de la Generación del 98 y médico |

|                                          |
| Fernando Savater filósofo contemporáneo. |

## Diáspora

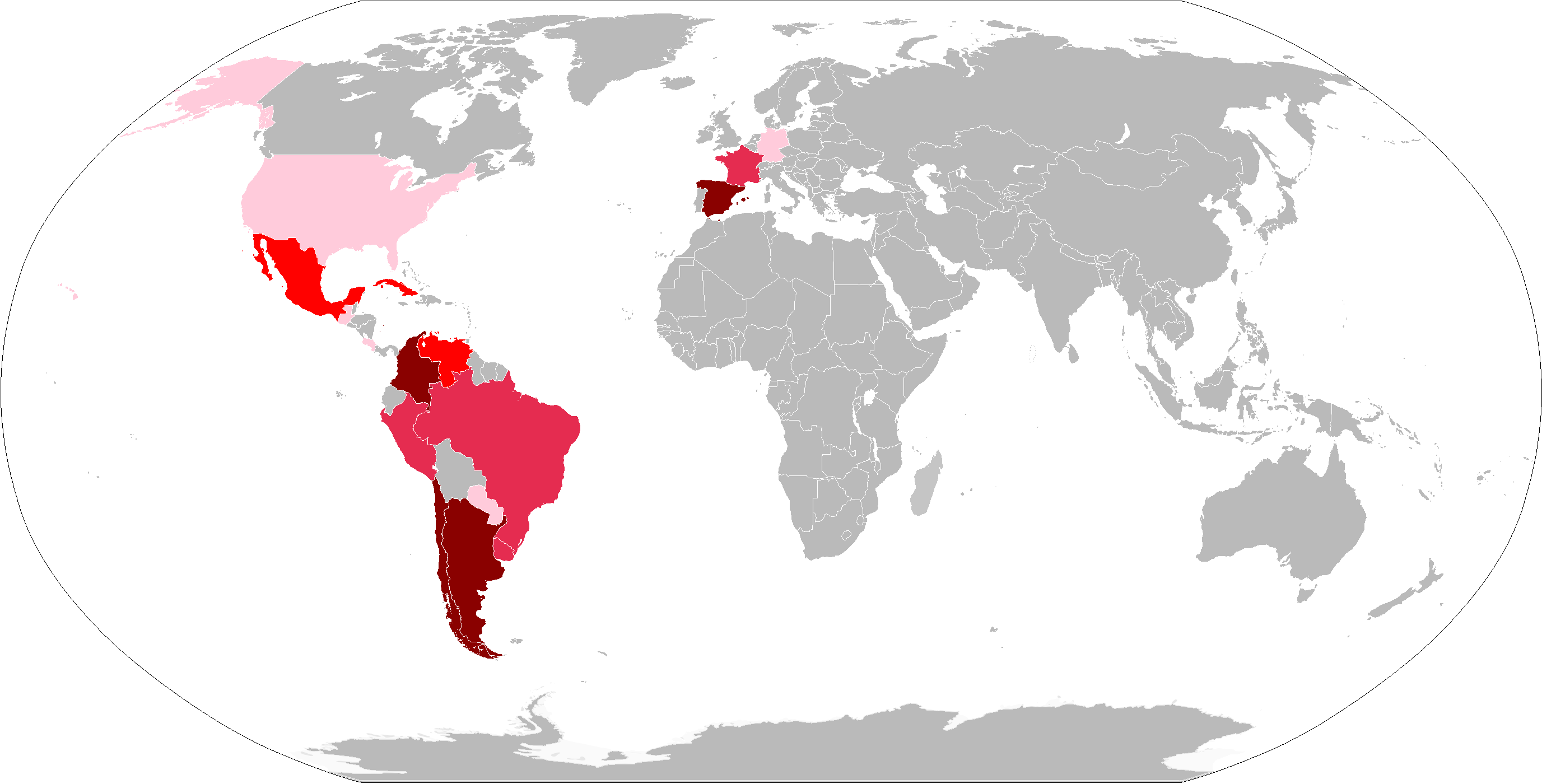
Distribución de la diáspora vasca en el mundo.

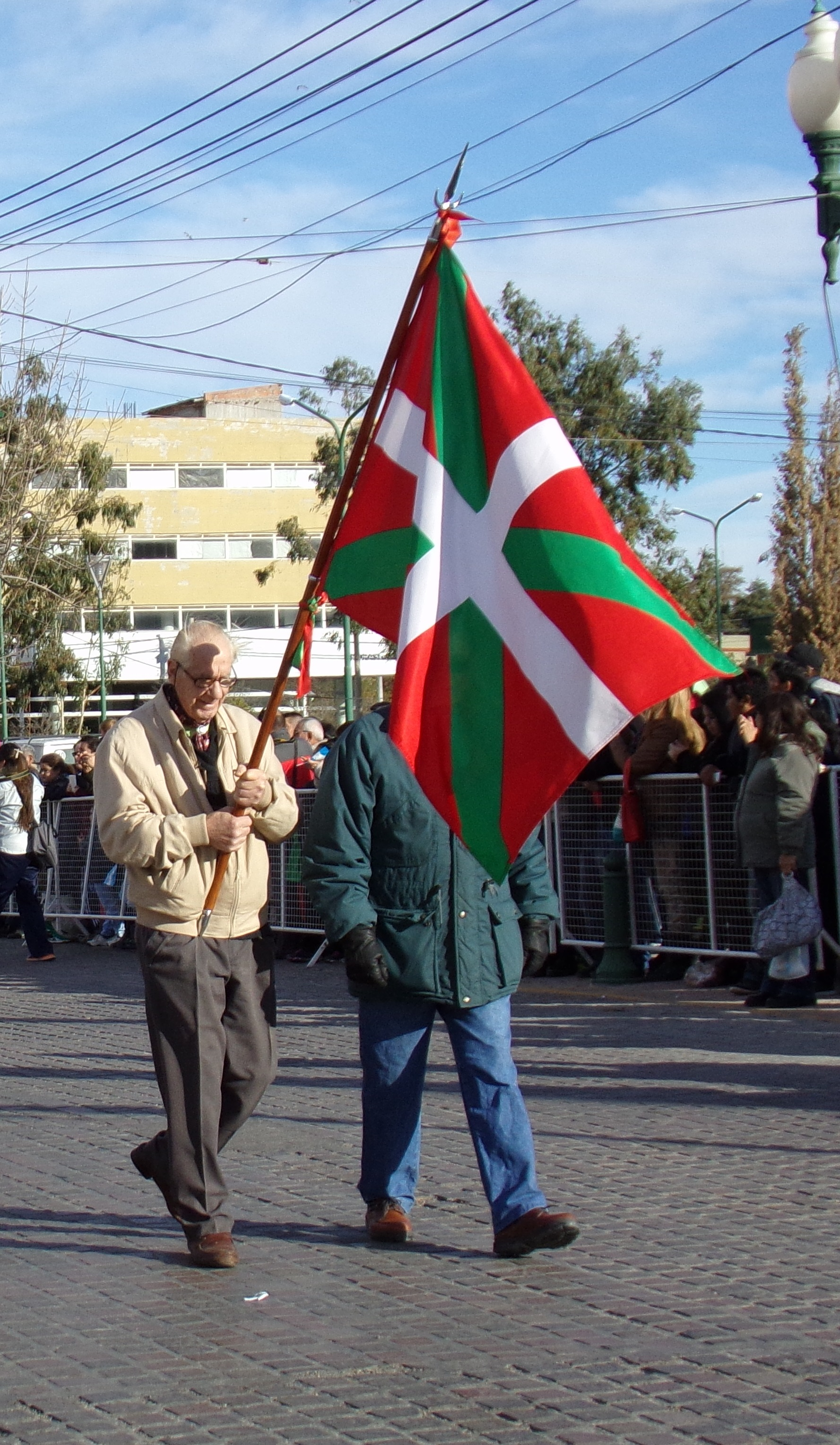
Representantes de la colectividad vasca de Trelew, Argentina.

Durante toda la historia ha habido emigraciones desde los territorios vascos hacia otras partes del mundo, ya sea por repoblación, simple turismo, emigración por causa laboral o exilio.
Muchos vascos han emigrado a América, en primer lugar, durante la época del Imperio español. Tras la guerra civil española, un número considerable de vascos se exiliaron en varios países de Hispanoamérica.

### Chile
Los descendientes de vascos en Chile son numerosos, siendo un grupo étnico importante e influyente en el país desde tiempos coloniales. Chile ha recibido muchos emigrantes vascos a través de su historia, siendo el país que más vascos proporcionalmente tiene. Se estima que el 40 % de la población chilena tiene ascendencia vasca.[cita requerida]

### Estados Unidos
Hay una comunidad de inmigrantes vascos en el estado de Idaho que conserva su identidad y una ikastola en la ciudad de Boise.

### México
Vascos exiliados han hecho una comunidad en México, llegando a existir grandes comunidades de estos.

### Argentina
Argentina es otro de los países receptores de exiliados vascos en el siglo XX, llegando a existir una comunidad vasca conocida, así como la construcción de frontones para jugar a pelota vasca.

### Panamá
En este caso, foco receptor de la emigración de vascones. Panamá ha recibido muchos inmigrantes navarros, los cuales hicieron que este país ligara mucha historia suya con la región española de Navarra. Claro ejemplo de esto es que algún símbolo patrio de este país fuera confeccionado por un navarro como es la música del himno.

### Colombia
El bambuco, uno de los ritmos nacionales de Colombia, tiene su origen en el zorcico vasco. En el departamento de Antioquia se puede encontrar una de las mayores concentraciones de descendientes vascos en el mundo. Se aproxima que el 40 % de los antioqueños tiene alguna ascendencia vasca. Juan Ospina dijo en 1955: "¿Hay algo más parecido al pueblo vasco que el antioqueño?". 
Acerca del pueblo paisa, Arturo Escobar en su libro "Mitos de Antioquía" rescata que el gen predominante del antioqueño campesino es el vasco, y a eso comúnmente se la ha atribuido su regionalismo, amor por la tierra y construcción de la cultura popular paisa.